# Glastonbury
Glastonbury er en by i Somerset i Sydvestengland. Fra middelalderen har byen haft stor betydning. Mange sagn udspiller sig her, bl.a. at Josef af Arimatæa endte sine dage her.
Her afholdes hvert år en af verdens største friluftsmusik- og teaterfestivaler Glastonbury Festival i sidste weekend af juni. Andre attraktioner tæller The Tribunal, der kan føres tilbage til 1400-tallet og som i dag er et museum, det arkæologiske område Glastonbury Lake Village, Somerset Rural Life Museum og Chalice Well.